# Frédéric de Pluvoise
Frédéric de Pluvoise (mort à Metz le 27 septembre 1179), fut le 57eme  évêque de Metz, de 1171 à 1173.

## Biographie
Pluvoise serait une ancienne appellation de la commune actuelle de Beuvezin.
Il devient archidiacre à Metz avant 1165. En effet, le 8 juillet de cette année, Leucarde, veuve de Milon de Pluvoise, donne à la Maison-Dieu de Toul six arpents de terre et un petit bois nommé Rochette, dépendant du franc-alleu de Pluvoise, avec le consentement de Frédéric de Pluvoise, archidiacre de Metz, frère de Milon.
À la mort de Thierry de Bar, le clergé et le peuple de Metz le choisissent comme évêque. En 1172, il fait l'acquisition du village d'Ennery pour son diocèse.
Démis de son évêché en 1173 par l'empereur Frédéric Barberousse, il y revient peu avant son décès en 1179.